# Список умерших в 613 году

## Апрель
- 22 апреля — Феодор Сикеот, христианский святой, аскет, живший в Малой Азии.

## Август
- 28 августа — Теодорих II, король франков (596—613).

## Октябрь
- 10 октября — Сигиберт II, король франков (613).

## Дата смерти неизвестна или требует уточнения
- Бледрик ап Константин, король Думнонии (598—613).
- Брунгильда, королева франков, супруга Сигиберта I (с 566), короля Австразии.
- Иаго ап Бели, король Гвинеда (599—613).
- Кадвал Крисбан, правитель Роса, суб-королевства, вассального по отношению к Гвинеду.
- Ландерик, майордом Нейстрии.
- Приск, восточноримский военачальник.
- Селив Боевой Змей, король Поуиса (610—613).
- Унцелен, герцог Алеманнии (587—607).